# Yolanda Bertrand
Yolanda Bertrand de Jamieson (nacida el 25 de mayo de 1940 en Puerto Argentino/Stanley) es una mujer argentina nacida en las Islas Malvinas. Vive en Río Gallegos, en la provincia de Santa Cruz, donde se relaciona con la sociedad rural local, teniendo una estancia ovina.

## Biografía
El abuelo de Yolanda llegó a las Malvinas en 1865 y allí se radicó. Cuarta generación de malvinenses, nació el día que Argentina conmemora la Revolución de Mayo. Su bisabuelo fue el primer inspector de sarna de la Falkland Islands Company y sus abuelos vivieron el continente. Su padre, Cecil Bertrand (1909-?), nacido en Gobernador Gregores y educado en Buenos Aires, fue ballenero en la Antártida y su madre era docente. Luego, se divorciaron. Su padre se quedó en la capital isleña y su madre la llevó a Inglaterra, donde un juez ordenó que viviera con su padre, en Malvinas, cuando tenía cinco años de edad. Cuando tenía un año vivió en Chile, donde sufrió el terremoto de Chillán de 1939, provocando problemas económicos a la familia. Ella regresó a las islas en el último convoy de buques en el contexto de la Segunda Guerra Mundial. De hecho parientes de ella lucharon en la guerra con la leyenda «Argentina» en sus uniformes. Yolanda es descrita como de «piel blanquísima, mejillas rojas, robusta, fuerte y dicharachera». Tiene una hermana que vivía en Chile.
Con respecto al Conflicto del Atlántico Sur, ella dice:

El 2 de abril de 1982 fue en Río Gallegos un día de sol. Todos en la ciudad sabían que yo soy kelper. Y no sabían cómo tratarme. Una vez, en el campo, viniendo con la camioneta, me pararon tres militares argentinos. Los traje a Gallegos. Les ofrecimos una ducha caliente y té. Uno de ellos me preguntó de dónde soy: dije que de Malvinas. Y se quedaron pálidos y de inmediato se retiraron, consternados. (...) Muchos familiares, me decían que los argentinos no pelearían, que se darían por vencidos enseguida ante la superioridad tecnológica militar. Y yo les contestaba: No será así. Los argentinos son muy valientes. Los veo volar en mi campo. Hacen temblar los vidrios y las vajillas. Pasan a centímetros del suelo, con sus aviones. Yo los conozco, sus hijos van al colegio con los míos.

En 1987 acompañó a la delegación argentina ante el Comité de Descolonización de las Naciones Unidas, acompañada por Luis Vernet -descendiente directo de Luis Vernet, gobernador argentino de las Malvinas antes de la invasión británica de 1833-, donde expresó:

Vengo a decir y a demostrar, con los datos que se requieran, que las Malvinas son argentinas.

Las islas son argentinas. Sucede que Gran Bretaña se apropió de ellas, indebidamente, en 1833, en una época en que las potencias europeas tomaban territorios en donde pudiesen.

También ha descrito a Antonio El Gaucho Rivero como un «gaucho simple, pero con mucho carácter». También explica que «hay mucho criollo en Malvinas, como el nombre de los caballos y sus pelajes (zaino, tordillo, etc.). Hasta hay un cerro Bombilla, que los isleños llaman bombila con una sola ele».
Yolanda leyó su discurso, donde habló sobre la vida de su familia en la Argentina, el respeto del país por su religión, la relación de las Islas Malvinas con la Patagonia argentina y la necesidad de restablecer contactos aéreos desde Río Gallegos a las islas. El resultado de este discurso fue que los votos en el Comité se volcaron a favor de la Argentina, solicitando el diálogo por la soberanía del territorio.
Su postura a favor de la Argentina, generó discusiones con los demás isleños:

Los kelpers duros no me quieren. Pero ellos no representan a todos los isleños.

Está casada con Alejandro Guillermo Jamieson, nieto de malvinenses y de ascendencia neozelandesa. Ambos son propietarios de la estancia Moy Aike Grande, en el valle del río Gallegos, cerca de Puerto Coig.
El caso de los Jamieson y Bertrand no es el único, ya que existen muchos otros casos de malvinenses que se trasladaron al continente para trabajar en estancias santacruceñas. Muchos de ellos invitados por Carlos María Moyano, quien fue el primer gobernador del Territorio Nacional de Santa Cruz y se casó con una isleña, Ethel Turner.